# Tubakonzert (Vaughan Williams)
Das Konzert in f-Moll für Basstuba und Orchester von Ralph Vaughan Williams aus dem Jahr 1954 gilt als das erste Instrumentalkonzert, in dem eine Tuba als Soloinstrument in Erscheinung tritt. Zählt sie in der Orchesterpraxis eher zu den unauffälligen Begleitinstrumenten, so kann sich die Tuba in diesem Orchesterwerk mit einer neuen, eigenständigen Identität entfalten. Eine Aufführung dauert etwa 13 Minuten.

## Hintergrund und Rezeption
Das Tubakonzert entstand aus Anlass der Fünfzigjahrfeierlichkeiten des London Symphony Orchestra, dem das Werk auch gewidmet ist. Seine Uraufführung erlebte es beim Jubiläumskonzert am  13. Juni 1954 mit dem Solisten Philip Catelinet unter der Leitung von John Barbirolli. Erklärtes Ziel des Komponisten war es, die klanglichen Möglichkeiten der Tuba auszuloten und ein Bravourstück somit einem Instrument zu bieten, das sonst kaum sonderlich im Rampenlicht steht.
Zunächst wurde das Werk von der Kritik nicht ernst genommen, sondern eher als humorvoller, „elefantöser“ Spaß gesehen. Das Zusammenspiel von Tuba und Streichern im Finalsatz wurde etwa mit Falstaff und den Feen verglichen. Heute ist das Tubakonzert ein wichtiges Stück des Tubarepertoires und gelegentlich auf den Spielplänen namhafter Orchester zu finden. Es existieren mehrere Einspielungen, unter anderem von James Gourlay, Øystein Baadsvik oder Walter Hilgers.

## Form und Musik
Als Besetzung sind neben der solistischen Basstuba 2 Flöten (2. auch Piccoloflöte), 1 Oboe, 2 Klarinetten, 1 Fagott, 2 Hörner, 2 Trompeten, 2 Posaunen, Pauken, Schlagwerk und Streicher vorgeschrieben. In seiner Form übernimmt das Werk den standardmäßigen dreiteiligen Aufbau eines Instrumentalkonzerts: Neben dem fröhlichen Kopfsatz Allegro moderato folgt die Romanza (andante sostenuto). Der Finalsatz ist als rondo alla tedesca (also Rondo nach deutscher Art) überschrieben. Vaughan Williams selbst sieht sein Konzert dabei näher an der Bachschen Form, weniger in der Tradition der Wiener Klassik. Die ausnotierten Kadenzen im ersten und dritten Satz rückten das Konzert dagegen wieder in die Nähe der Mozart-Beethovenschen Form.
Als ungewohnte Neuheit präsentiert Vaughan Williams die Tuba in den Ecksätzen als geschickt-wendiges, in der Romanze als gefühlvoll-lyrisches Instrument. So bricht er mit einer Erwartungshaltung, die in der Tuba ein behäbiges, plumpes „Elefanteninstrument“ sieht. Insgesamt beschreibt der Komponist die Musik des Tubakonzerts zudem als „recht einfach und durchsichtig“, sie könne wahrscheinlich ohne größere vorherige Erklärungen gehört werden.